# Hwang Chang-sik
Hwang Chang-sik (nome original em coreano:  황 창식; nascido em 8 de junho de 1973) é um ex-ciclista olímpico sul-coreano. Chang-sik representou sua nação nos Jogos Olímpicos de Verão de 1964 na prova de corrida em estrada, em Tóquio.